# شهرستان استفنسون (ایلینوی)
شهرستان استفنسون (به انگلیسی: Stephenson County) یک شهرستان‌ در ایالات متحده آمریکا است که در ایلینوی واقع شده‌است. شهرستان استفنسون ۱٬۴۶۳٫۳۵ کیلومتر مربع مساحت دارد.